# ピカリング原子力発電所
ピカリング原子力発電所 (ピカリングげんしりょくはつでんしょ、英語: Pickering Nuclear Generating Station) はカナダの原子力発電所で、オンタリオ州ピカリングのオンタリオ湖畔にある。発電所名は所在地であるピカリングに由来する。オンタリオ州の電力需要の15 - 20%を賄い、3,000人の職員が働いている。
ピカリング原子力発電所には、OPG7記念タービン (OPG 7 commemorative turbine) と命名された出力1.8 MWeの風力タービンが設置されている。

## 原子炉
設置されている原子炉は以下の通りとなっている。
ピカリング A
- ピカリング A 1
- ピカリング A 2 (停止中、燃料抜き取り済み）
- ピカリング A 3 (停止中、燃料抜き取り済み）
- ピカリング A 4

ピカリング B
- ピカリング B 5
- ピカリング B 6
- ピカリング B 7
- ピカリング B 8

## 建設
1966年から1986年にかけて、国有企業のオンタリオ・ハイドロにより建設された。1999年4月にオンタリオ・ハイドロは5社に分割され、オンタリオ・パワー・ジェネレーション（Ontario Power Generation, OPG）がピカリング原発を含むすべての発電所を引き受けて運営することとなった。
ピカリング原発は8基のCANDU炉を備える世界でも最大級の発電所であり、総出力は4,336 MW/4,124 MW（グロス/ネット）に達する。ピカリング原発は、カナダにおいてブルース原子力発電所（同様に8基のCANDU炉を備える）に次ぐ規模の発電所である。23万ボルトおよび50万ボルトの送電線を通じて、北米の電力系統に接続されている。
発電所は2011年までピカリングA(1号機 - 4号機)とピカリングB(5号機 - 8号機)の2つに分かれていた。これは、この2群の間に設計上の差違があったためである（例：ピカリングAにはシャットダウン機構として減速材吐きが設けられているが、ピカリングBにはない、など）。しかし、一部のシステムや構造、特に真空建屋や減圧封じ込めシステムは共通になっている。このため、ピカリングAとBはコストダウンのため一体として運用されており、現在は2号機・3号機が停止状態に置かれている。

## 部分停止
1997年12月31日にピカリングAの4基の原子炉が停止されたが、オンタリオ・ハイドロはこれらを待機状態に置くことにし、緊急停止装置のアップグレード作業も中止した。カナダ原子力安全委員会は、発電所の緊急停止装置のアップデートを遅らせるというオンタリオ・ハイドロの決定に対して、再稼働の際には当局の承認が必要であると通告した。 オンタリオ・ハイドロは再稼働を決定したものの、大きく遅延して大幅なコスト超過に見舞われた。
オンタリオ州首相マイク・ハリスは、元連邦エネルギー相のジェイク・エップに対して、ピカリング原発の再稼働に関する問題についての調査・提言を求めた。エップは遅延の責任は劣悪な経営層にあるとし、巨額のコスト超過が発生すると指摘した。エップは原子炉の再稼働に30 - 40億カナダドルが必要であると推定した上で、プロジェクトの継続を支持した。
2003年の選挙でダルトン・マクガインティ政権が発足したが、ピカリングAを直ちに再稼働しようとすることはなかった。 2003年12月16日になって、州政府はオンタリオ・パワー・ジェネレーション調査委員会にオンタリオ・パワー・ジェネレーションの組織構造とピカリングAの再稼働について調査するよう指示した。委員会には、委員長として元連邦財務相のジョン・マンレイ、スコシアバンクの元頭取ピーター・ゴドソー、ジェイク・エップが参加していた。
調査委員会は2004年3月18日に報告書を提出し、劣悪な管理体制がコスト超過を招いたと批判した。報告書では、ピカリングAの再稼働については、1号機から3号機まで順に起動することを提言した。また、2号機・3号機の再稼働は「OPGが1号機の再稼働に成功するかどうかによる」と指摘した。
反核団体シエラ・クラブ・カナダは調査委員会にエネルギーおよび環境問題の専門家が含まれていなかったと指摘し、核技術に関する問題に責任を負えるようなものではないと批判した。
1号機の改修プロジェクトを受けて、経営層の人員やプロジェクト管理戦略に数々の変更が加えられた。ピカリングA 1号機は4号機と大きく異なっており、はるかに厳しい工程と予算の中での作業を強いられた。結局、1号機は2005年11月に運用に復帰し、オンタリオ州の電力網に542MWの供給能力が加わることになった。
2005年8月には、OPGの取締役会が2号機・3号機の改修には素材の劣化により技術的・コスト的リスクが伴うことから、改修を行わないと発表した。

## 廃棄物
使用済み核燃料および改修に伴って生じた廃棄物は、発電所に併設されたピカリング廃棄物管理施設に保管されている。運用により生じた低レベル・中レベル廃棄物については、ブルース原子力発電所に併設された西部廃棄物管理施設に移送されている。OPGは低レベル・中レベル廃棄物の長期保管を行うための地層処分場を西部廃棄物管理施設の近隣に建設することを提案している。現在、カナダ核廃棄物管理機構がカナダ国内の原子力発電所から発生する使用済み核燃料の保管用地の候補地調査を行っている。

## 将来
オンタリオ・パワー・ジェネレーションはダラム地域にある原子力発電所に関する投資戦略を発表した。この戦略には、ピカリングBの原子炉のいくつかを廃止措置が始まる2020年まで運転するため3億カナダドルを投資することが含まれており、改修は行わないものとされた。廃止措置の第一段階として、原子炉は待機状態から安全保管状態に置かれることになる。ピカリングの運転員は、ピカリングが安全保管状態に移行した後はダーリントンの改修・運転やダーリントンでの新設・改修プロジェクトに就く機会があるとされている。
OPGはトロント東方にあるダーリントン原子力発電所の中期改修計画を進めており、2016年から建設に入ると想定されている。ダーリントンの運転実績が良好であることを受けて、投資を進めるというビジネス上の意思決定がなされた。続いて環境アセスメントや総合安全審査、改修プロジェクトの範囲・コスト・工期を定めた総合改良計画の策定が行われることになる。
2016年1月11日にオンタリオ州エネルギー省はダーリントン原子力発電所の大規模改修工事を2026年まで10年間かけて行い、運転期間を30年延長すると発表した。改修期間中のベースロード電源を確保するためピカリング原子力発電所の運転期間は2024年まで延長されることになり、1・4号機は2020年まで、5-8号機は2024年まで稼働させる計画である。この計画に沿って、2018年8月8日には2028年8月31日までの運転許可が付与された。

## 事故
1983年8月1日に、ピカリングA 2号機の圧力配管G16に2メートルもの亀裂が入るという重大インシデントが発生した。原子炉は安全に停止され、被害調査が行われた。原因は弁座ガススペーサスプリングの誤配置であり、これによってカランドリアチューブ内に圧力配管が落ち込んで冷却器領域の水素富化を招き、水素脆化による部材割れを生じたものとされた。また、一部の燃料が破損したが、運転員の操作により安全に停止され、放射能漏れも発生しなかった。燃料チャネルの大規模な交換が行われ、再発防止のためピカリングAのすべての圧力配管が交換されることになった。それ以降、弁座ガススペーサリングの位置確認が原子炉の日常点検項目に追加されている。
1994年12月10日には冷却材喪失事故が発生している。カナダ上院のエネルギー・環境・天然資源常設委員会は、2001年6月にカナダの歴史において最も重大な事故であると指摘している。この事故では、炉心溶融を防ぐため、緊急炉心冷却装置(ECCS)が作動した。
1994年にはピカリングB 7号機が連続稼働894日間の世界記録を樹立している 

。
2011年3月14日にはポンプのシール不良により73立方メートルの純水がオンタリオ湖に漏出したが、カナダ原子力安全委員会は公衆へのリスクは無視できる程度であるとしている。
ピカリング原発は通常では他の新しいCANDU炉原発（ブルース原発およびダーリントン原発)より低い設備利用率に抑えられている。ピカリング原発では45 - 70%に過ぎないが、新しい原発では93 - 95%にも達している。ただし、旧型炉が新型炉より設備利用率で劣るのは珍しいことではない。